# James Purdey & Sons
A James Purdey & Sons, ou simplesmente Purdey, é uma fabricante de armas britânica com sede em Londres, especializado em espingardas e rifles esportivos de alta qualidade. A Purdey possui três "Mandados Reais de Nomeação" como fabricantes de armas e rifles para as famílias reais britânicas e europeias.

## Garantias reais
A Purdey teve sua primeira "garantia real" atribuída em 1868 pelo Príncipe de Gales, mais tarde Rei Edward VII; hoje em dia, a compania mantém "garantias reais" atribuídas por:
- Rainha Elizabeth II
- Principe Philip, Duque de Edimburgo
- Charles, Príncipe de Gales